# 네가 없는 미래
〈네가 없는 미래〉(君がいない未来 키미가이나이미라이[*])는 두 애즈 인피니티의 스물두 번째 싱글이다. 2010년 1월 20일에 에이벡스 트랙스에서 발매됐다. 처음 발매 예정일은 2010년 1월 27일이였지만 한 주가 앞당겨졌다.

## 개요
타이틀 곡 〈네가 없는 미래〉는 TV 애니메이션 《이누야샤 완결편》 여는 곡으로 사용됐다.
‘CD+DVD 초도판’ ‘CD 초도판’ ‘CD+DVD 통산판’ ‘CD 통상판’의 네 형태로 발매되고 있으며 각각 봉입되어 있는 스티커의 종류가 다르다. 또한, CD 및 DVD의 수록 내용은 초도판 · 통산판 모두 같다.
커플링 곡으로는 지금까지 《이누야샤》의 TV 애니메이션 및 극장판 주제가로 사용된 세 곡을 수록했으며, DVD에는 수록곡의 모든 비디오 클립과 TV 애니메이션의 오프닝 및 엔딩 영상이 수록되어 있다.

## 수록곡
| #  | 제목                                | 작사                                    | 작곡          | 편곡 | 재생 시간 |
| -- | ----------------------------------- | --------------------------------------- | ------------- | ---- | --------- |
| 1. | 〈네가 없는 미래〉 (君がいない未来) | 모리즈키 캬스, 반 토미코, 이노우에 카노 | 오니시 카츠미 |      |           |
| 2. | 〈깊은 숲〉 (深い森)                | D · A · I                               | D · A · I     |      |           |
| 3. | 〈진실의 노래〉 (真実の詩)          | D · A · I                               | D · A · I     |      |           |
| 4. | 〈낙원〉 (楽園)                     | 오와타리 료                             | D · A · I     |      |           |

| #  | 제목                                                                   | 재생 시간 |
| -- | ---------------------------------------------------------------------- | --------- |
| 1. | 〈네가 없는 미래 (뮤직 클립)〉 (君がいない未来 （Music Clip）)         |           |
| 2. | 〈깊은 숲 (뮤직 클립)〉 (深い森 （Music Clip）)                        |           |
| 3. | 〈진실의 노래 (뮤직 클립)〉 (真実の詩 （Music Clip）)                  |           |
| 4. | 〈낙원 (뮤직 클립)〉 (楽園 （Music Clip）)                             |           |
| 5. | 〈네가 없는 미래 (오프닝 영상)〉 (君がいない未来 （オープニング映像）) |           |
| 6. | 〈깊은 숲 (엔딩 영상)〉 (深い森 （エンディング映像）)                  |           |
| 7. | 〈진실의 노래 (엔딩 영상)〉 (真実の詩 （エンディング映像）)            |           |

## 미디어에서의 사용
낙원
- 영화 《이누야샤 홍련의 봉래도》 주제가.

## 차트
| 차트               | 최고 순위 |
| ------------------ | --------- |
| 오리콘 차트 (주간) | 10        |

### 내용주
1. ↑  가사에는 과거에 사용된 애니메이션 및 극장판 노래의 타이틀(아래의 커플링 3곡)이 숨겨져 있다.